# Festuca junatovii
Festuca junatovii är en gräsart som beskrevs av Evgenii Borisovich Alexeev. Festuca junatovii ingår i släktet svinglar, och familjen gräs. Inga underarter finns listade i Catalogue of Life.